# Daydream Island
Daydream Island (fino al 1989 si chiamava West Molle Island) è una delle sette isole del Molle Group, un sottogruppo che fa parte delle Whitsunday. È situata nel mar dei Coralli al largo della costa centrale del Queensland, in Australia. L'isola è situata a ovest di South Molle Island; misura 1 km di lunghezza per 0,4 km di larghezza e ha un'altezza di 51 m. Sull'isola ci sono due resort. L'isola è stata seriamente danneggiata dal passaggio del ciclone Debbie nel 2017.

## Toponimo
Il precedente nome, West Molle Island, deriva da Port Molle, ex porto nella zona delle Molle Islands, e fu dato all'isola nel maggio 1881 dal capitano della HMS Alert, J.F.L.P. Maclear. Il nome Daydream, approvato dal governo il 15 luglio 1989, deriva dal nome del primo resort aperto sull'isola nel 1932.